# Kavarán

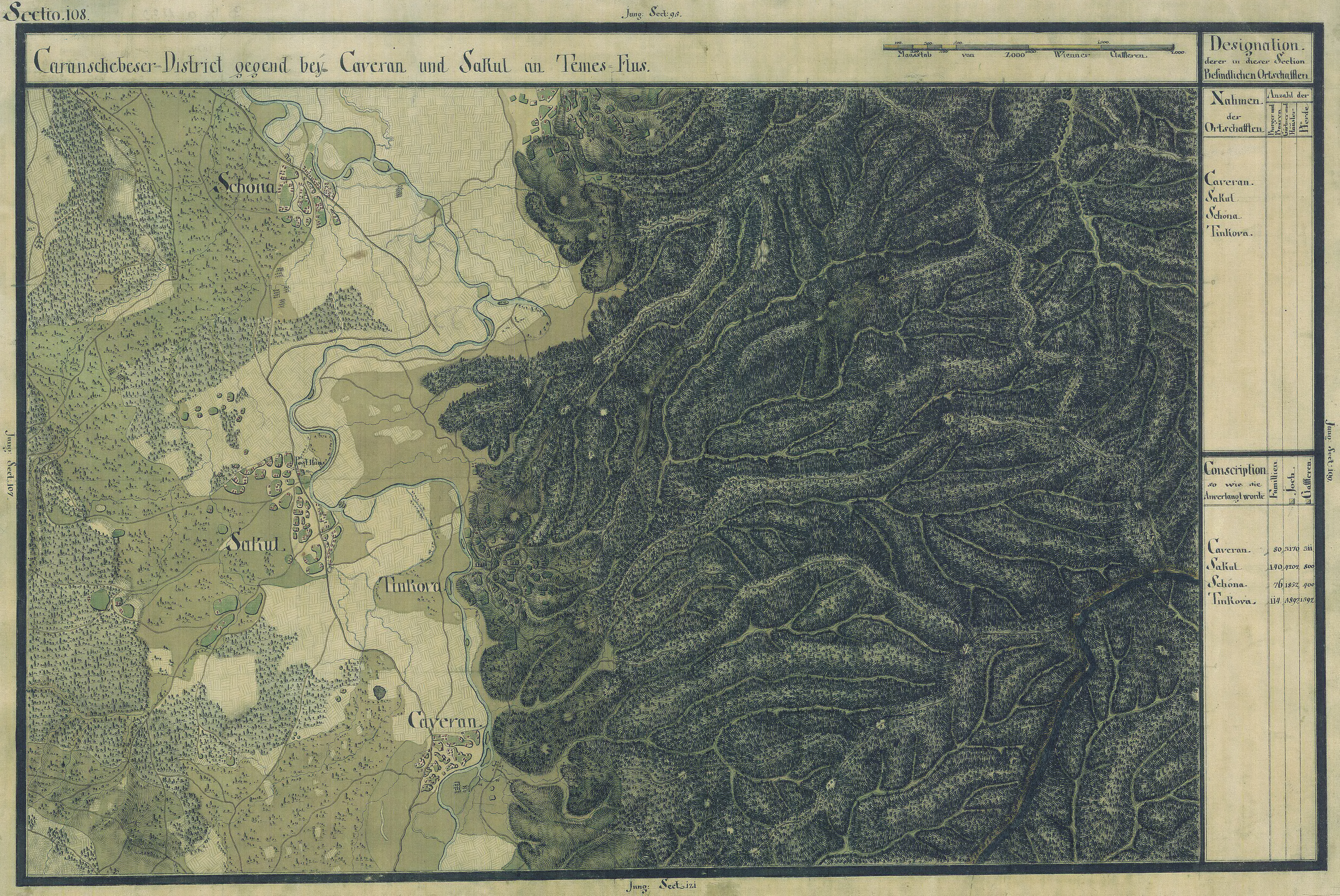
Kavarán a jozefiniánus térképen

Kavarán (románul: Constantin Daicoviciu), település Romániában, a Bánságban, Krassó-Szörény megyében.

## Fekvése
Lugostól délkeletre fekvő település.

## Története
Kavarán nevét 1376-ban említette először oklevél Karan néven. 1572-ben Kavaran, 1687-ben Kauran, 1802-ben és 1808-ban Kavaran, 1851-ben Kavarán, 1888-ban is Kavarán néven írták.
1851-ben Fényes Elek írta a településről: „Kavarán, Krassó vármegyében, oláh falu, Szakulhoz 1/2 órányira, a temesvári és mehádiai postaútban: 1 katholikus, 641 óhitű lakos, s anyatemplommal, erdőkkel, szilvásokkal. Bírja Házy család.”
A trianoni békeszerződés előtt Krassó-Szörény vármegye Temesi járásához tartozott.

## Népessége
1910-ben 1113 lakosából 791 román, 202 ruszin, 54 magyar, 49 német volt. Ebből 975 görögkeleti ortodox, 86 római katolikus, 18 görögkatolikus volt.

## Nevezetességek
- 14–15. századi templom, a romániai műemlékek jegyzékében a CS-I-s-B-10812 számon szerepel.[1]

## Híres emberek
- Itt született Constantin Daicoviciu (1898. március 1. – 1973. május 27.) egyetemi tanár, történész és régész. Emlékére 1973-tól a település az ő nevét viseli.